# Altscheuern
Altscheuern ist ein Weiler der Ortsgemeinde Scheuern im Eifelkreis Bitburg-Prüm in Rheinland-Pfalz.

## Geographische Lage
Altscheuern liegt rund 1,5 km nördlich des Hauptortes Scheuern auf einer Hochebene. Der Weiler ist von einigen landwirtschaftlichen Nutzflächen sowie umfangreichen Waldgebieten im Osten und Westen umgeben. Östlich der Ansiedlung fließt der Merlbach und westlich der Wahlbach.

## Geschichte
Zur genauen Entstehungsgeschichte des Weilers liegen keine Angaben vor. Belegt ist jedoch, dass Altscheuern im Jahre 1843 zusammen mit dem Hauptort Scheuern zur Bürgermeisterei Ammeldingen gehörte. Damals hatte der Ort bereits 38 Einwohner.

## Kultur und Sehenswürdigkeiten

### Wegekreuze
Auf der Gemarkung von Altscheuern befinden sich insgesamt drei Wegekreuze, die sich südlich, nördlich und zentral im Ort befinden. Genauere Angaben hierzu liegen nicht vor.

### Naherholung
Durch den Hauptort Scheuern verläuft der nächstgelegene Wanderweg. Es handelt sich um eine rund 7,5 km lange Rundwanderung aus Richtung Neuerburg nach Scheuern und zurück. Mehrere weitere Wanderwege befinden sich rund um Neuerburg. Highlights am Weg sind die Neuerburg (Burganlage) sowie die Kreuzkapelle.

## Wirtschaft und Infrastruktur

### Unternehmen
In Altscheuern wird ein Restaurant betrieben.

### Verkehr
Es existiert eine regelmäßige Busverbindung.
Altscheuern ist teilweise durch eine Gemeindestraße erschlossen und liegt teilweise direkt an der Kreisstraße 50.